# În jurul Lunii
În jurul Lunii (în franceză Autour de la Lune) este un roman de Jules Verne, serializat inițial în Le Journal des Débats între 4 noiembrie și 8 decembrie. Ediția originală a fost scoasă la vânzare pe 13 ianuarie 1870, iar ediția octavo pe 16 septembrie 1872.
În jurul Lunii reprezintă continuarea romanului De la Pământ la Lună.

## Povestea
Proiectilul tras de tunul gigantic, care îi are la bord pe Barbicane, Nicholl și Michel Ardan, își începe călătoria de cinci zile spre Lună. La câteva minute după începerea călătoriei, un asteroid mic și strălucitor trece în apropiere de ei, dar din fericire nu are loc o coliziune. Asteroidul este capturat de gravitatea terestră și devine o a doua lună.
Cei trei călători trec printr-o serie de aventuri pe durata călătoriei, printre care aruncarea cadavrului unui câine prin hublou, intoxicarea cu gaze și teama că anumite greșeli de calcul i-ar putea face să cadă înapoi pe Pământ. În ultima parte a călătoriei apare bănuiala că întâlnirea anterioară cu câmpul gravitațional al asteroidului i-ar fi deviat de la cursul stabilit inițial.
Proiectilul intră pe orbita lunară în loc să aselenizeze, așa cum era planificat inițial. Barbicane, Ardan și Nicholl încep o observare a geografiei selenare, înainte ca proiectilul să treacă pe partea întunecată a Lunii și să îi lase pradă gerului. Odată cu revenirea pe partea luminată de Soare, proiectilul se apropie de emisfera sudică, oferindu-le celor trei o panoramă spectaculoasă a unuia dintre cele mai mari cratere de pe Lună, Tycho. Cei trei oameni dezbat posibilitatea existenței vieții pe Lună, ajungând la concluzia că aceasta e nelocuită. Proiectilul începe să se îndepărteze de Lună, spre punctul Lagrange, iar Michel Ardan propune ca rachetele fixate la baza proiectilului să fie folosite pentru a-i propulsa spre suprafața Lunii, atingându-și scopul inițial.
Când proiectilul ajunge în locul neutralizării atracțiilor, rachetele sunt lansate, dar este deja prea târziu. Proiectilul începe să cadă spre Pământ și, la viteza pe care o va căpăta, este evident că se va izbi de acesta. Patru zile mai târziu, un vapor american vede un meteorit strălucitor pe cer, care se dovedește a fi proiectilul prăbușindu-se în ocean. Cei trei oameni de la bord sunt găsiți în viață și salvați, fiind aclamați ca primii oameni care au părăsit Pământul.

### Capitolele cărții
| - Capitolul I De la zece și douăzeci la zece și patruzeci și șapte de minute seara - Capitolul II Prima jumătate de oră - Capitolul III Unde călătorii se instalează - Capitolul IV Puțină algebră - Capitolul V Frigul din spațiu - Capitolul VI Întrebări și răspunsuri - Capitolul VII Un moment de euforie - Capitolul VIII La șaptezeci și opt de mii o sută paisprezece leghe - Capitolul IX Consecințele unei deviații - Capitolul X Observatorii Lunii - Capitolul XI Fantezie și realitate | - Capitolul XII Amănunte orografice - Capitolul XIII Peisaje lunare - Capitolul XIV Noaptea de treisute cincizeci și patru de ore și jumătate - Capitolul XV Hiperbolă sau parabolă - Capitolul XVI Emisfera sudică - Capitolul XVII Tycho - Capitolul XVIII Probleme grave - Capitolul XIX Luptând cu imposibilul - Capitolul XX Sondajele Susquehannei - Capitolul XXI J.T. Maston rechemat - Capitolul XXII Salvarea - Capitolul XXIII Pentru a sfârși |

## Operă de anticipație

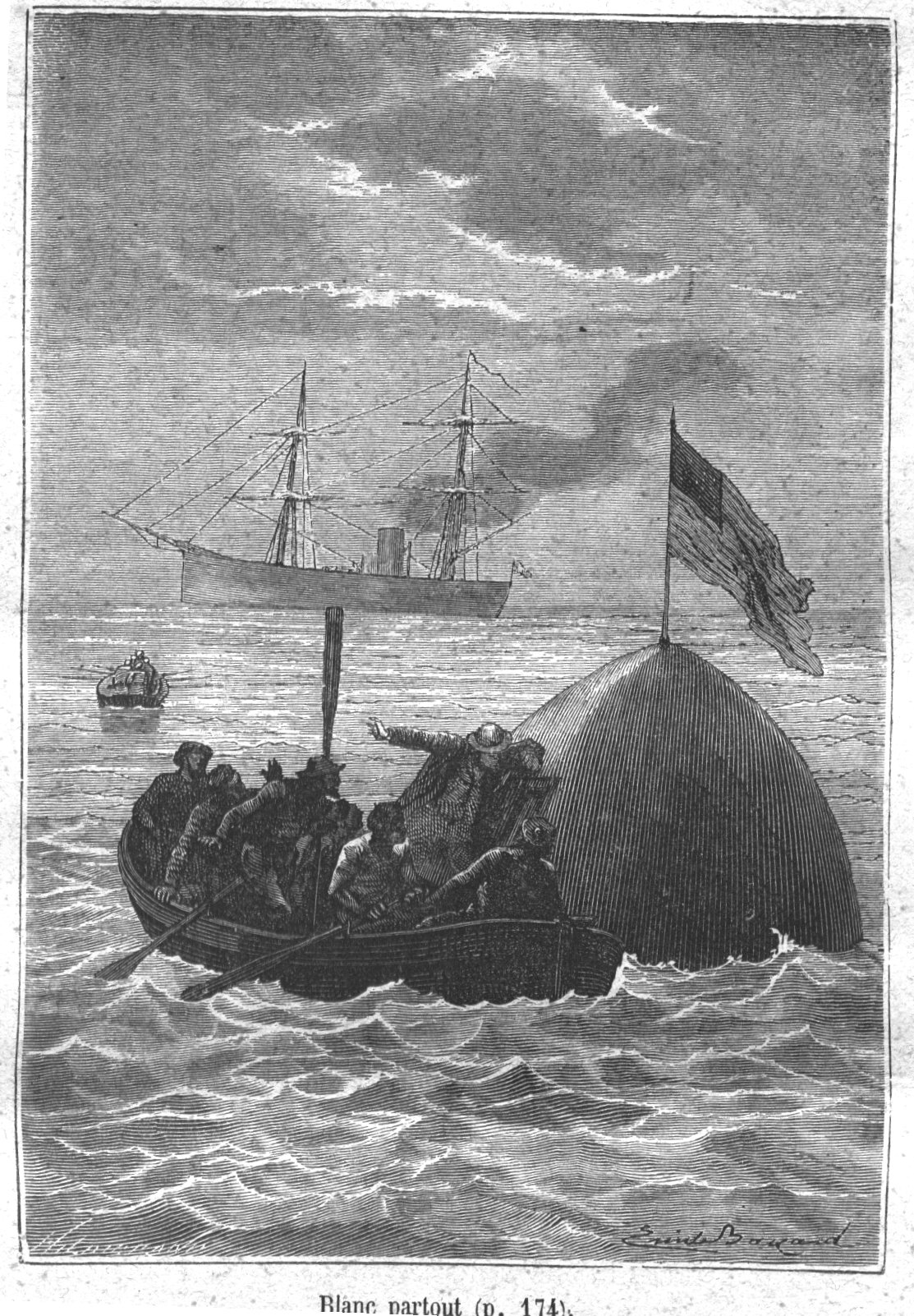
Ilustrație premonitorie: proiectilul pe care flutură drapelul american este recuperat din ocean

În pofida inadvertențelor și a greșelilor (lansarea cu ajutorul unui tun, gravitația prezentă cu excepția "punctului neutru", etc), romanul s-a dovedit o lucrare de anticipație raportată la misiunea Apollo 8 - inițiativa călătoriei spre Lună a aparținut americanilor, misiunea a pornit de la Cap Canaveral, la mică distanță de locul ales de Verne în Florida, deoarece viteza de rotație superioară din această zonă este mai potrivită. La bordul capsulei au fost tot trei astronauți, misiunea a durat mai puțin de o săptămână, iar la întoarcere vehicolul a fost recuperat din ocean după parcurgerea unei orbite lunare.
Pe 25 iulie 1971, echipajul navetei Apollo 15 a numit un crater lunar "Saint-Georges", ca un omagiu adus lui Jules Verne. În capitolul al III-lea al romanului, Unde călătorii se instalează, în compartimentul cu provizii este găsită din întâmplare o sticlă cu șampanie de Nuits (marca actuală Nuits-Saint-Georges), care este băută "în cinstea legăturii dintre Pământ și satelitul său".

## Teme abordate în cadrul romanului
- Explorarea spațiului (temă prezentă și în Hector Servadac);
- Nebunia matematicii;
- Viziunea cosmică asupra universului.

## Lista personajelor
- Michel Ardan (anagrama fotografului Felix Nadar)
- Impey Barbicane
- căpitanul Nicholl
- câinii Diana și Satelit, precum și găinile de la bordul proiectilului
- J.-T. Maston
- Tom Hunter
- membrii Gun-Club-ului

## Traduceri în limba română
Multe dintre traducerile în limba română includ în același volum De la Pământ la Lună și În jurul Lunii, ca două părți ale aceluiași roman.
- 1921 - Împrejurul Lunii, Ed. Cugetarea
- 1977 - De la Pămînt la Lună, Ed. Ion Creangă, colecția "Jules Verne", nr. 14, traducere Aurora Gheorghiță, 288 pag.
- 1990 - De la Pămînt la Lună, Ed. Ion Creangă, colecția "Jules Verne", nr. 14, traducere Aurora Gheorghiță, 240 pag.
- 2003 - În jurul Lunii, Ed. Corint, traducere Traian Fințescu, 184 pag., ISBN 973-9413-19-6
- 2009 - De la Pământ la Lună. În jurul Lunii, Ed. Eduard, 476 pag., ISBN 978-973-1820-82-8
- 2010 - De la Pământ la Lună, Ed. Adevărul, Colecția "Jules Verne", vol. 14, traducere Diana-Irina Gabor și Mihaela-Anna Mihailide, 380 pag., ISBN 978-606-539-150-5